# Segovia (Málaga)
Segovia es un barrio del extrarradio de la ciudad andaluza de Málaga (España), situado en el distrito de Campanillas. Según la delimitación oficial del ayuntamiento, limita al norte y al este con el barrio de Campanillas. Al sur, con el barrio de Los Manceras; y al oeste se extienden terrenos aún sin edificar.

## Transporte
En autobús queda conectado mediante las siguientes líneas de la EMT: 
| Línea | Trayecto                 | Recorrido | Frecuencia |
| ----- | ------------------------ | --------- | ---------- |
| 28    | Santa Águeda - Los Núñez | Recorrido | 85 minutos |